# Moala
Moala é uma ilha vulcânica no sul de Fiji, no arquipélago das ilhas Lau, no mar de Koro.

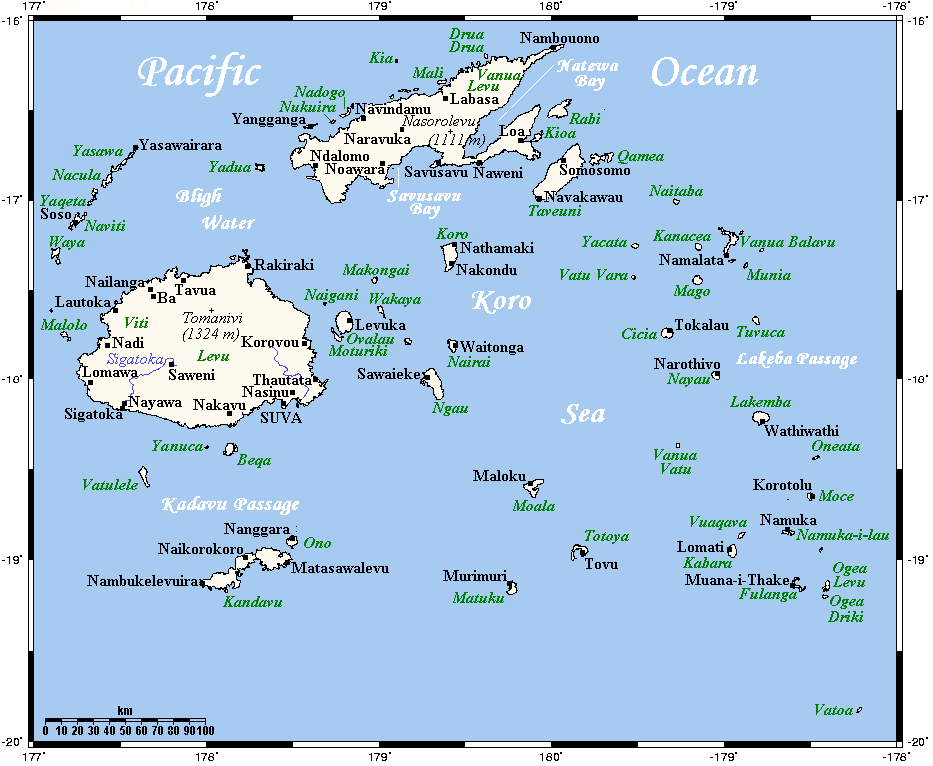
O mapa de Fiji mostrando o Mar de Koro